# 长毛水东哥
长毛水东哥（学名：Saurauia macrotricha）为猕猴桃科水东哥属下的一个种。

## 扩展阅读
- 維基物種上的相關：长毛水东哥